# أكيكو كيجيموتا
أكيكو كيجيموتا (باليابانية: 雉子牟田明子) مواليد 1 مايو 1968، هي لاعبة كرة مضرب يابانية سابقة بدأت مسيرتها كمحترفة سنة 1983، اعتزلت اللعب في 1994. لعبت في بطولات رابطة محترفات التنس من عام 1986 إلى عام 1992. أعلى تصنيف لها في الفردي كان المركز الـ 49 في سنة 1990. وصلت إلى الجولة الرابعة في بطولة دورة رولان غاروس الدولية عام 1992 حيث خسرت من المصنفة الأولى عالميا مونيكا سيليش في المجموعة الأخيرة 6-4 بعد أن كانت متقدمة عليها بنتيجة 4-1.

## روابط خارجية
- أكيكو كيجيموتا على موقع رابطة محترفات التنس (الإنجليزية)
- أكيكو كيجيموتا على موقع الاتحاد الدولي لكرة المضرب (الإنجليزية)
- أكيكو كيجيموتا على موقع كأس بيلي جين كينغ (الإنجليزية)
- أكيكو كيجيموتا على موقع بطولة ويمبلدون (الإنجليزية)
- أكيكو كيجيموتا على موقع خلاصة التنس.كوم (الإنجليزية)
- أكيكو كيجيموتا على موقع أوليمبيديا (الإنجليزية)